# Tompkins (New York)
Tompkins è un comune degli Stati Uniti d'America, situato nello stato di New York, nella contea di Delaware.